# Jonathan Glazer
Jonathan Glazer (ur. 26 marca 1965 w Londynie) – brytyjski reżyser i scenarzysta filmowy, twórca przedstawień teatralnych, teledysków i reklam telewizyjnych.

## Życiorys
Urodził się w rodzinie żydowskiej w północnej części Londynu. Po studiach na kierunku scenografia i reżyseria teatralna na uczelni Nottingham Trent University zajął się reżyserowaniem dla teatru. W latach 90. zajął się tworzeniem kampanii reklamowych promujących marki Guinness i Stella Artois. Był wtedy również cenionym autorem wideoklipów muzycznych (m.in. dla zespołów Jamiroquai i Radiohead).
Jego fabularny debiut, Sexy Beast (2000), był gangsterskim komediodramatem z nominowaną do Oscara drugoplanową kreacją Bena Kingsleya. Kolejny film, metafizyczny thriller Narodziny (2004) z Nicole Kidman w roli głównej, Glazer zrealizował już w USA. Obraz miał swoją premierę w konkursie głównym na 61. MFF w Wenecji.
Reżyserowi zajęła niemal dekadę praca nad trzecią fabułą, Pod skórą (2013). Była to luźna adaptacja powieści science-fiction autorstwa Michela Fabera ze Scarlett Johansson w roli głównej. Obraz cieszył się dużym uznaniem i w 2016 trafił na listę stu najlepszych filmów XXI wieku, opublikowaną przez BBC.

## Filmografia

### Filmy fabularne
- Sexy Beast (2000)
- Narodziny (Birth, 2004)
- Pod skórą (Under the Skin, 2013)
- Strefa interesów (The Zone of Interest, 2023)

### Teledyski
- „Karmacoma” - Massive Attack (1995)
- „The Universal” - Blur (1995)
- „Street Spirit (Fade Out)” - Radiohead (1996)
- „Virtual Insanity” - Jamiroquai (1996)
- „Cosmic Girl” - Jamiroquai (1997)
- „Into My Arms” - Nick Cave and the Bad Seeds (1997)
- „Karma Police” - Radiohead (1997)
- „Rabbit in Your Headlights” - UNKLE ft. Thom Yorke (1998)
- „A Song for the Lovers” - Richard Ashcroft (2000)
- „Money To Burn” - Richard Ashcroft (2000)
- „Live with Me” - Massive Attack (2006)
- „Treat Me Like Your Mother” - The Dead Weather (2009)[4]